# 克萊爾蒙特 (伊利諾伊州)
克萊爾蒙特（英語：Claremont）是位於美國伊利諾伊州里奇蘭縣的一個村落。

## 地理
克萊爾蒙特的座標為38°43′13″N 87°58′22″W / 38.72028°N 87.97278°W，而該地最高點為海拔高度155米（即509英尺）。

## 人口
根據2010年美國人口普查的數據，克萊爾蒙特的面積為2.07平方千米，當中陸地面積為2.07平方千米，而水域面積為0.00平方千米。當地共有人口176人，而人口密度為每平方千米85人。